# Sociëteit van Berbice
De Sociëteit van Berbice werd op 24 oktober 1720 opgericht door de eigenaren van de kolonie Berbice om meer geld te verkrijgen voor het beheer en de exploitatie van de kolonie. De sociëteit van Berbice werd opgericht in navolging van de Sociëteit van Suriname, die in 1683 was opgericht in de naburige kolonie Suriname.
Amsterdamse koopmannen hadden de kolonie op 24 oktober 1714 voor 108.000 Nederlandse guldens van de Fransen overgekocht die het in 1712 hadden aangevallen en ingenomen van de Zeeuwse familie Van Peere. De eigenaren van Berbice sloten een nieuw akkoord met de Tweede Geoctroyeerde West-Indische compagnie tot het leveren van slaven door de compagnie en het betalen door de directie van (recognitie)geld voor ieder naar Berbice varend schip.
In 1763 vond de slavenopstand van Berbice plaats. De meeste plantage-eigenaren ontvluchtten de kolonie en alleen de kuststrook bleef in handen van de kolonisten. De opstand werd in 1764 onderdrukt, maar de Sociëteit van Berbice was in ernstige financiële problemen geraakt. De Staten van Holland en West-Friesland werd om een lening gevraagd. In 1773 was ƒ134.815 van de ƒ786.354 afgelost en werd surseance van betaling aangevraagd. Er zijn geen bewijzen dat het restant ooit betaald is.
Gezien de zeer slechte financiële toestand van de West-Indische Compagnie aan het einde van de achttiende eeuw, besloten de Staten-Generaal van de Nederlanden in 1791 het octrooi van de Sociëteit van Berbice niet langer te verlengen. Vier jaar later bepaalden zij tevens dat de Sociëteit van Suriname en ook de directie van Berbice zouden ophouden te bestaan op 30 oktober 1795.
Op 1 november werd het West-Indisch Comité opgericht voor alle koloniën ten westen van de Kaap de Goede Hoop. Het comité zetelde in Den Haag en werd bestuurd door 21 leden. Twee werden benoemd door de Staten Generaal, zes door Amsterdam, drie door Zeeland. Gelderland, Overijssel, Friesland en Groningen hadden elk twee leden.

Op 17 april 1848 werd de vennootschap van de Sociëteit van Berbice daadwerkelijk opgeheven.

## Plantages
In 1722 werden negen plantages aan de Berbicerivier opgericht en werd koffie geïntroduceerd.
In 1815 was de sociëteit eigenaar van de plantages Dageraad, Dankbaarheid, St. Jan (ook Johanna genoemd) en Sandvoort. Er werd suiker, koffie en rum geproduceerd.
Op 25 augustus 1818 werden de plantages en 683 slaven verkocht aan Davidson’s, Barkly & Co. voor ƒ792.000. Dageraad werd later aan de overheid doorverkocht en gebruikt als leprozerie. Dankbaarheid werd hernoemd als Highbury. Op 5 mei 1838 arriveerden in Highbury de eerste 250 contractarbeiders uit Calcutta (nu: Kolkata)